# Sitzstattriedel
Sitzstattriedel är ett berg i Österrike. Den ligger i förbundslandet Steiermark, i den centrala delen av landet, 160 km sydväst om huvudstaden Wien. Sitzstattriedel ligger 1 557 meter över havet. Närmaste större samhälle är Trieben, 7 km nordväst om Sitzstattriedel. 